# Савана (Джорджия)
Вижте пояснителната страница за други значения на Савана.
Савана (на английски: Savannah) е град в щата Джорджия, САЩ. Савана е с население от 131 510 жители (2000) и обща площ от 202,30 km². В Савана има пристанище на устието на река Савана, през което се изнася памук, който е важна суровина за региона.

## Побратимени градове
- Батуми, Грузия
- Патра, Гърция
- Кая, Буркина Фасо